# Памятники Максиму Горькому в Донецке
В Донецке было установлено несколько памятников известному русскому писателю Максиму Горькому.
Два из них были установлены по очереди в сквере в сквере имени Горького (сейчас этого сквера уже нет, он проходил от улицы Артёма до Крытого рынка).
Второй памятник в сквере имени Горького был отлит из бронзы в центральных ремонтно-механических мастерских и установлен в 1977 году.
Авторы памятника скульптор Николай Васильевич Ясиненко и архитектор Владимир Степанович Бучек.
Скульптура изображает молодого Алёшу Пешкова, в 1891 году, когда он работал в ремонтной бригаде на железнодорожной станции Славянск.
В 1997 году в сквере имени Горького было начато строительство Свято-Преображенский кафедральный собор. Территория собора заняла весь сквер. Памятник был перенесён на территорию Донецкого государственного медицинского университета.
Перенос памятника на территорию медицинского университета не случаен — университет носит имя Горького. Кроме скульптуры Ясиненко на территории медицинского университета есть ещё один памятник Горькому — это бюст писателя в зрелом возрасте.
Также на здании донецкой областной библиотеки имени Крупской есть горельеф Максима Горького работы Наума Абрамовича Гинзбурга.

## Галерея

Первый памятник в сквере Горького (фото конца 1960-х годов)
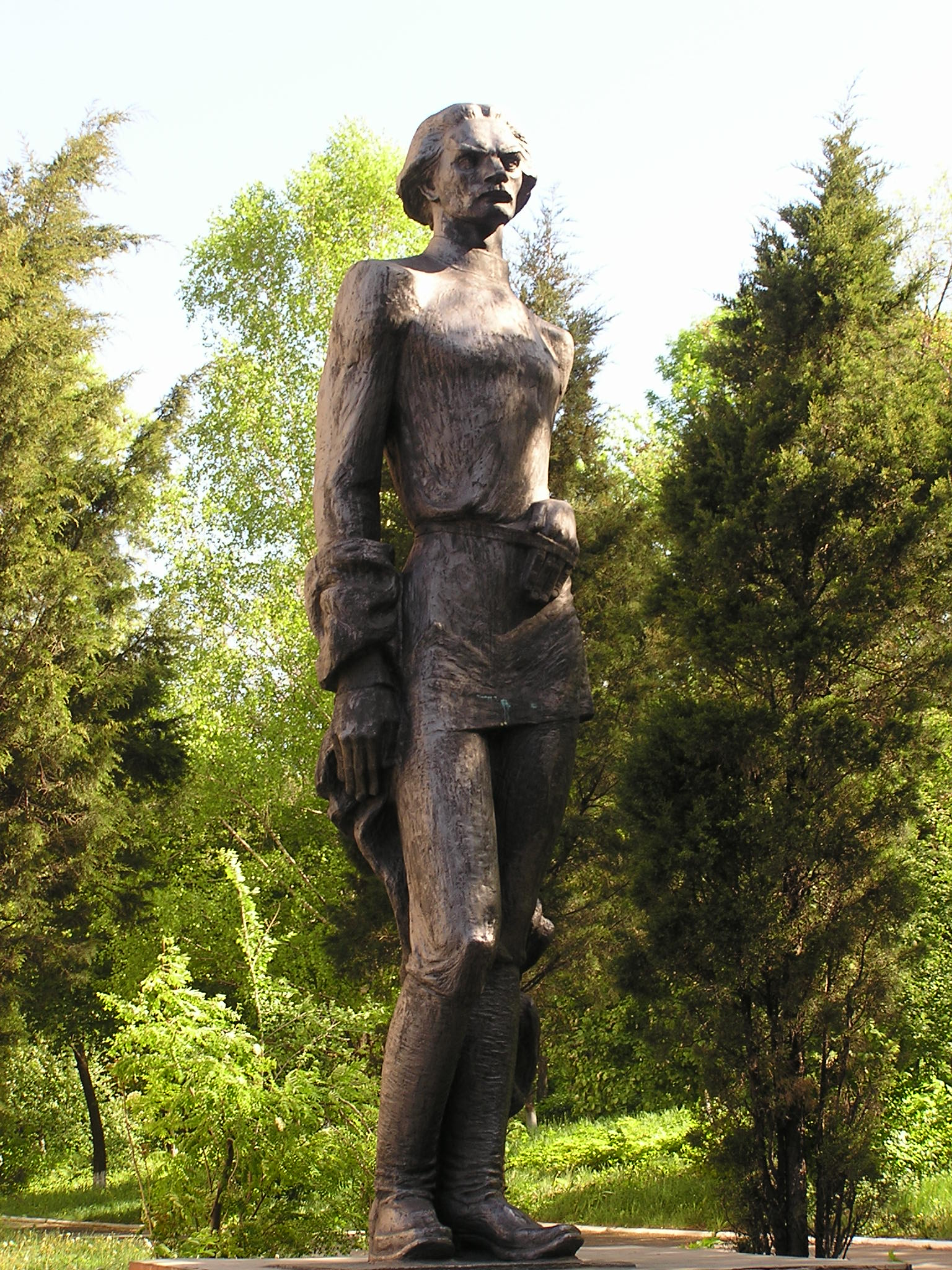
Памятник работы Ясиненко у медицинского университета (фото 2007 года)
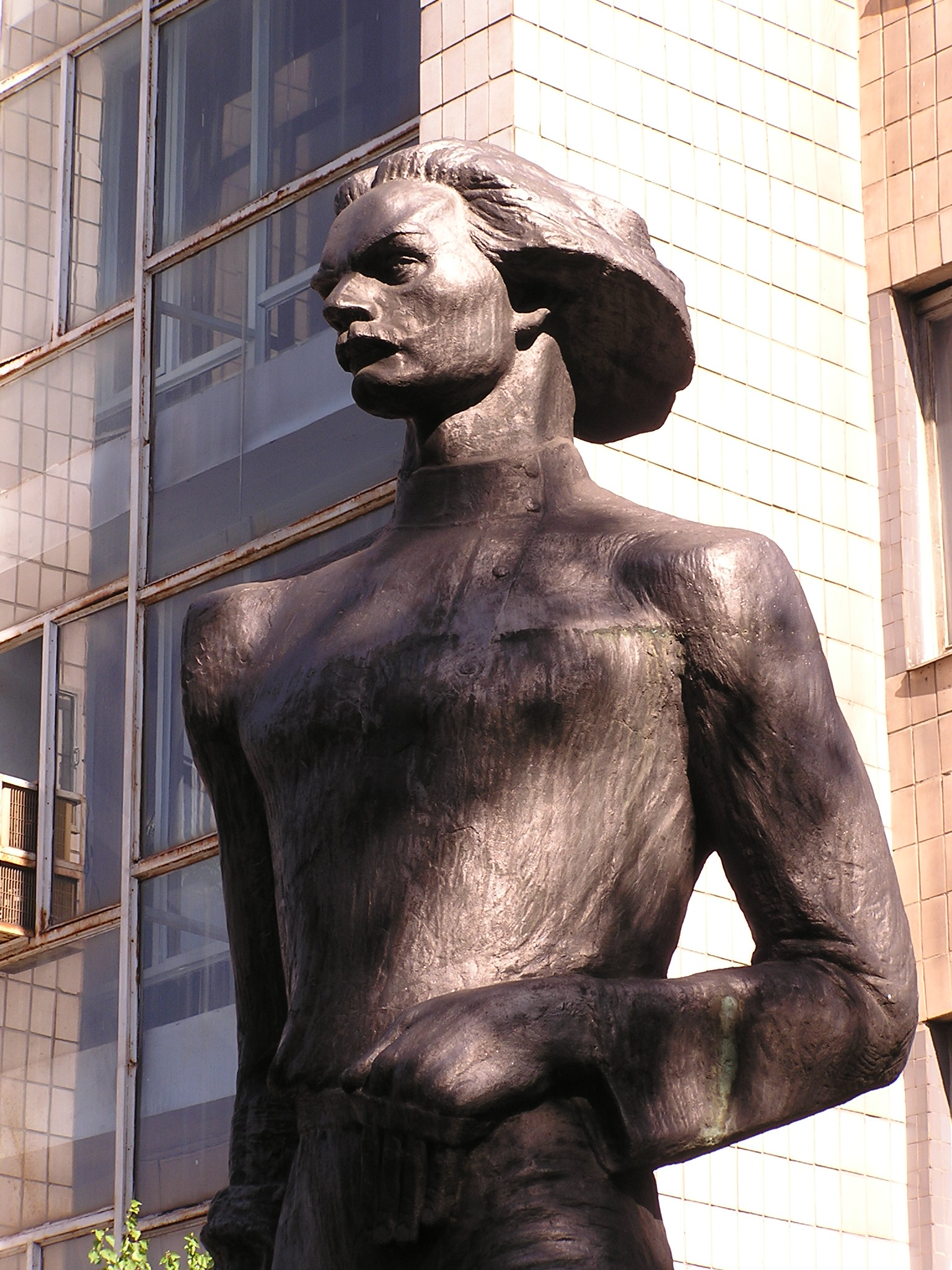
Памятник работы Ясиненко у медицинского университета (фото 2007 года)
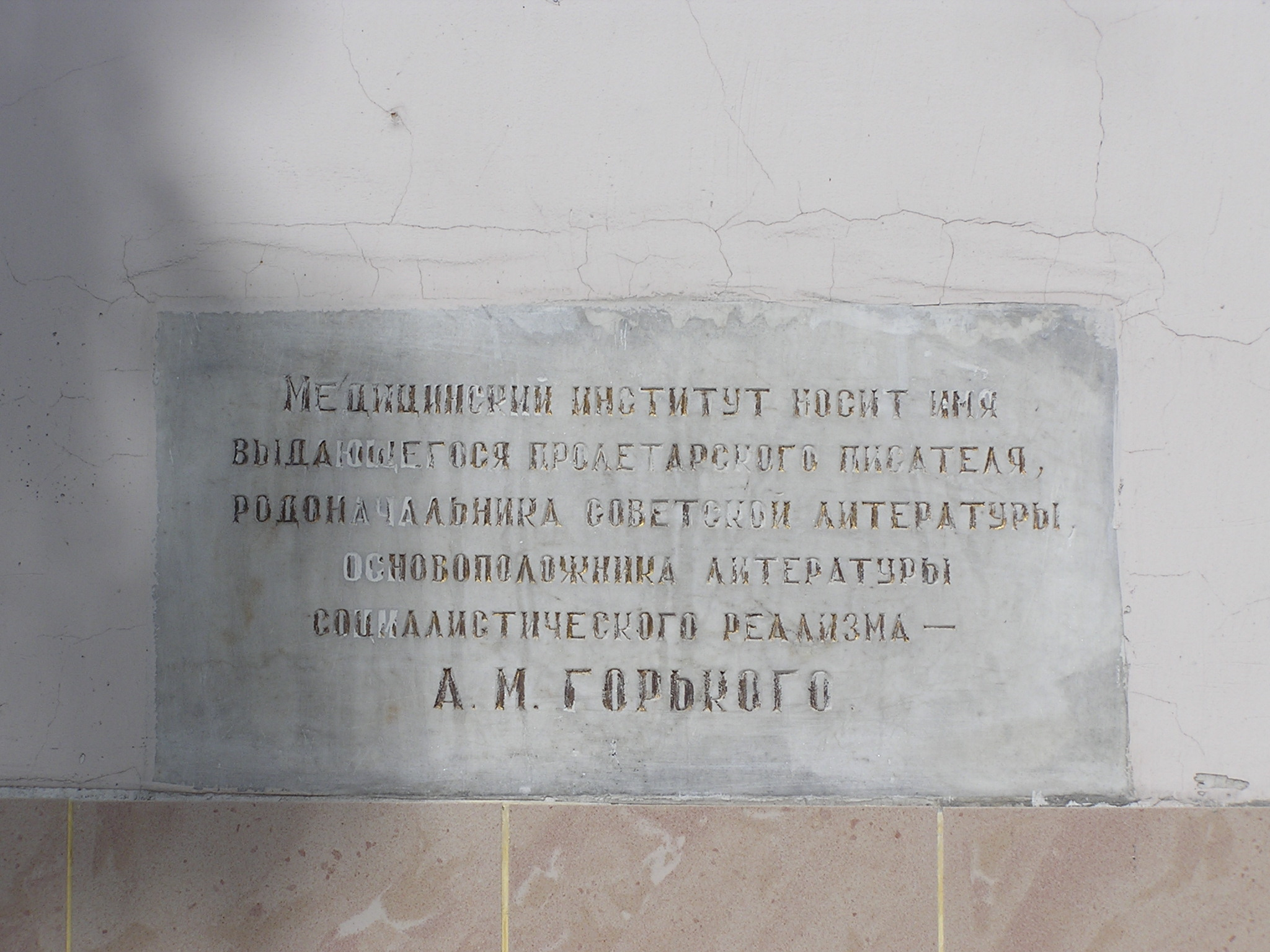
Табличка, поясняющая имя медицинского университета
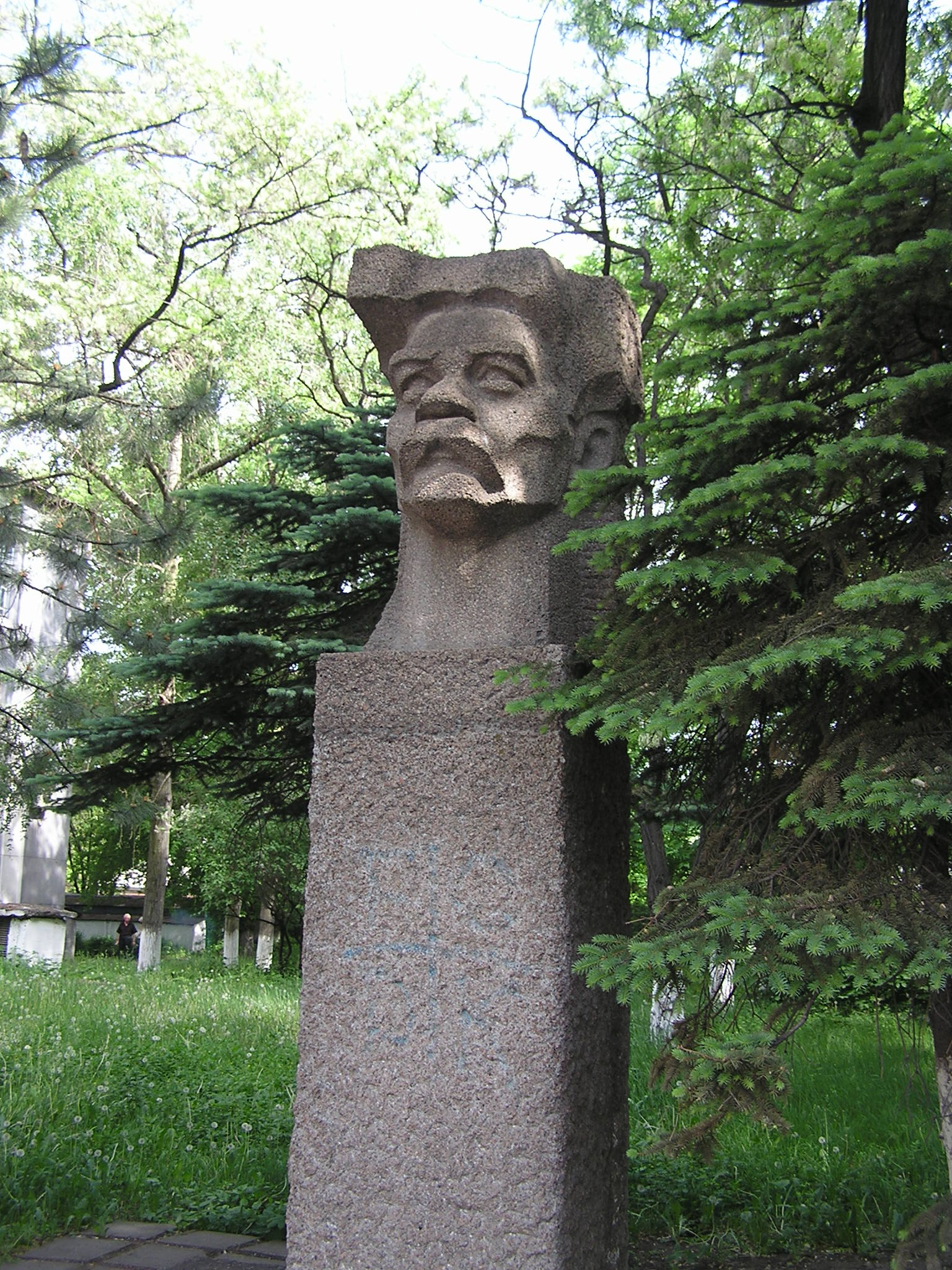
Бюст Горького у главного корпуса медицинского университета (фото 2007 года)